# Y-хромосома

Ідіограма Y-хромосома людини

Y-хромосома є однією з двох статевих хромосом у більшості ссавців включаючи людину. У ссавців Y-хромосома містить ген SRY, який відповідає за розвиток яєчок. Ця хромосома складається з 60 мільйонів пар нуклеотидів. ДНК Y-хромосоми передається від батька до сина, що може бути використано при дослідженні генеалогічного дерева. Еволюційний розвиток Y-хромосоми вважається найшвидшим серед інших складових геному. 2023 року науковці вперше повністю секвенували Y-хромосому людини та виявили 41 новий ген.

## Гени
Деякі досліджені гени, що розташовані на Y-хромосомі, без урахування псевдоавтосомних генів
- NRY, з відповідним геном на X хромосомі
  - AMELY/AMELX — Амелогенін
  - RPS4Y1/RPS4Y2/RPS4X — Рибосомний протеїн S4

- NRY, інші
  - AZF1(інші мови) — Азооспермія (фактор 1)
  - BPY2 — Базовий протеїн Y-хромосоми
  - DAZ1 — Делеція при азооспермії
  - DAZ2
  - PRKY(інші мови) — Протеїнкіназа, Y-зачеплена
  - RBMY1A1 — частина ДНК, яка кодує специфічний білок
  - SRY — Ділянка детермінації статі, Синдром Сваєра
  - TSPY — Специфічний протеїн яєчок
  - USP9Y
  - UTY —Гістон-деметилаза
  - ZFY — Цинковий палець